# Twisted Pictures
Twisted Pictures är ett amerikanskt produktionsbolag, som huvudsakligen skapar filmer inom skräckgenren. Bolaget grundades 2004 av Evolution Entertainments Mark Burg, Oren Koules och Gregg Hoffman. De är mest kända för att ha producerat filmserien Saw.

## Historik
Twisted Pictures bildades i och med att Saw gjort stor succé på bio år 2004, vilket i sin tur ledde till ett nio filmer långt distributionsavtal med Lionsgate. Bolaget har sedan dess producerat flera uppföljare i Saw-serien. Carl Mazzocone var VD för bolaget under fyra år.
I juni 2007 skapade Twisted Pictures ett samriskföretag med RKO Pictures för att göra om fyra filmer i RKO:s bibliotek. Remakerna omfattade Five Came Back (1939), Svart mystik (1943), Gravplundraren (1945) och Bedlam (1946).
I oktober 2009 skrev Twisted Pictures ett avtal med rättsinnehavarna till The Texas Chainsaw Massacre, Bob Kuhn och Kim Henkel, efter att förhandlingarna med Platinum Dunes föll isär. Avtalet sträcker sig över flera filmer.
Den 28 juni 2012 öppnade Twisted Pictures en ny televisionsavdelning. Twisted Televisions första produktion var en TV-bearbetning av långfilmen Anger Management från 2003. I TV-serien spelar Charlie Sheen den roll som Jack Nicholson hade i filmen.

## Filmografi
| Film                    | Utgiven           | Anteckningar                                                                      | Budget      | Intäkter (världsvis) |
| ----------------------- | ----------------- | --------------------------------------------------------------------------------- | ----------- | -------------------- |
| Saw                     | 29 oktober 2004   |                                                                                   | $1,200,000  | $103,096,345         |
| Saw II                  | 28 oktober 2005   |                                                                                   | $4,000,000  | $147,739,965         |
| Saw III                 | 27 oktober 2006   |                                                                                   | $10,000,000 | $164,874,275         |
| Catacomb                | 30 oktober 2007   | Utgiven på FEARnet On Demand och sedan på DVD den 19 februari 2008 i USA.         | i.u.        | i.u.                 |
| Dead Silence            | 16 mars 2007      |                                                                                   | $20,000,000 | $22,217,407          |
| Saw IV                  | 26 oktober 2007   |                                                                                   | i.u.        | $139,352,633         |
| Vlog                    | Juni 2008         | Online-skräckfilm.                                                                | i.u.        | i.u.                 |
| Saw V                   | 24 oktober 2008   |                                                                                   | $10,800,000 | $113,864,059         |
| Repo! The Genetic Opera | 7 november 2008   | Visades endast på utvalda biografer.                                              | $8,500,000  | $188,126             |
| The Tortured            | 8 november 2009   | Visades endast för den amerikanska marknaden. Utgiven på DVD den 30 augusti 2010. | i.u.        | i.u.                 |
| Saw VI                  | 23 oktober 2009   |                                                                                   | $11,000,000 | $68,233,629          |
| Mother's Day            | 23 september 2010 |                                                                                   | i.u.        | i.u.                 |
| Chain Letter            | 1 oktober 2010    | Visades endast på ett fåtal utvalda biografer.                                    | $3,000,000  | $585,362             |
| Saw 3D                  | 29 oktober 2010   |                                                                                   | $20,000,000 | $133,310,178         |
| Texas Chainsaw 3D       | 4 januari 2013    |                                                                                   | i.u.        | i.u.                 |
| Catch Hell              | 10 oktober 2014   |                                                                                   | i.u.        | i.u.                 |
| Havenhurst              | 14 maj 2016       |                                                                                   | i.u.        | i.u.                 |
| Jigsaw                  | 27 oktober 2017   |                                                                                   | $10,000,000 | $103,000,000         |
| Spiral                  | 14 maj 2021       |                                                                                   | $20,000,000 |                      |